# ناصر كميل
ناصر كميل سالم مبارك ، لاعب كرة قدم قطري ولد بالدوحة في الأول من نوفمبر 1977م تحت اسم كليمون اوهاسون وهو من اصول كاميرونية. .
بدامع نادي الريان وانتقل موسم 2001/2002م لغريمه التقليدي النادي العربي القطري وبعد موسم مع فريق الأحلام انتقل للغرافة الذي اعاره للسد المشارك في البطولة الآسيوية الأولى لابطال الدوري بمدينة العين الامارتية وعاد موسم 2003للريان ومنه انتقل لام صلال عام 2007 والشمال موسم 2007/2008م ومن 2008 مع الغرافة.
و قد لعب مع منتخب قطر لكرة القدم بدءا من عام 1997م في حقبة المدرب الهولندي جو بونفرير.

## كأس الخليج 2004
و قد سجل هدف في مرمى منتخب الكويت لكرة القدم.